# 卡梅绍夫卡农村居民点
卡梅绍夫卡农村居民点（俄语：Камышовское сельское поселение）是俄罗斯联邦犹太自治州斯米多维奇区所属的一个农村居民点。其下辖有4个居民点，行政中心为卡梅绍夫卡。据2016年统计，该农村居民点的人口为1951人。